# گوکچه‌لر (سیحان)
گوکچه‌لر (به ترکی استانبولی: Gökçeler) یک منطقهٔ مسکونی در ترکیه است که در سیحان واقع شده‌است.